# Фёдоровка (Нововасилевская поселковая община)
Фёдоровка (укр. Федорівка) — село, Нововасилевская поселковая община, Мелитопольский район, Запорожская область,Украина.

## Географическое положение

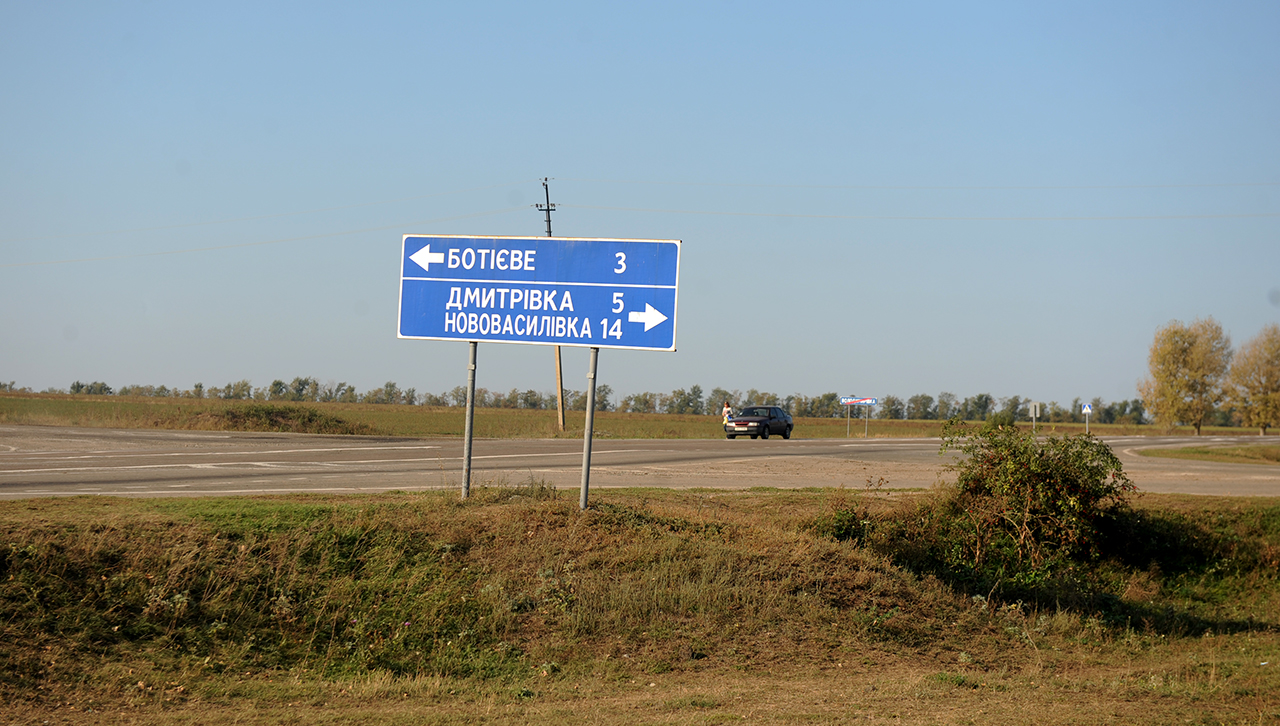
Поворот с автодороги в сторону Дмитровки, Фёдоровки и Нововасилевки

Село Фёдоровка находится на правом берегу реки Апанлы, выше по течению в 1,5 километрах на северо-запад расположено село Новоалександровка, в 3 километрах на северо-запад — посёлок Нововасилевка, ниже по течению в 2 километрах на юго-восток — село Дмитровка. До Обиточного залива Азовского моря 16 километров на юго-восток. В 8 километрах на юго-восток проходит автомобильная дорога М-14 (E 58).
Расстояние до административных центров: 30 километров на запад до Мелитополя — центра Мелитопольского района, 114 километров на северо-запад до Запорожья — центра Запорожской области.

## История
Село Фёдоровка основано в 1862 году болгарскими колонистами из бессарабского села Новопокровка.
Старые названия — Кизильди́н-Оглу́ (Кизильдик-Оглу), План-Апанлы́ (Плон-Апанлы).
В 1865 году село относилось к Бердянскому уезду Таврической губернии.
В 1872 году в селе проживало 72 семьи.
В 1886 году село относилось к Цареводаровской волости Бердянского уезда Таврической губернии, было две лавки, школа и кирпичный завод.
В 1891 году в селе была Покровская церковь.
В 2020 году Приазовский район был ликвидирован, село вошло в состав Мелитопольского района.

## Население
| 1864 | 1886 | 2001 |
| ---- | ---- | ---- |
| 358  | 501  | 510  |

## Экономика
- ООО «Федоровка»

## Объекты социальной сферы
- Школа I ступени[9] (не работает с 03.07.2015[10])